# ANA Yokohama Football Club 1984
Questa voce raccoglie le informazioni riguardanti l'ANA Yokohama Football Club nelle competizioni ufficiali della stagione 1984.

## Stagione
Acquisito il pieno controllo finanziario del club, la All Nippon Airways ne modificò il nome cambiandolo in ANA Yokohama e lo affidò a uno staff tecnico completamente rinnovato, con alla guida Naoki Kurimoto. La squadra, pur soffrendo di alcune carenze a livello logistico, completò la propria scalata nel sistema calcistico nazionale ottenendo la promozione in Japan Soccer League Division 1 grazie a un primo posto a pari merito con il Sumitomo Metals.

## Maglia e sponsor
Le divise sono prodotte dalla Puma.
| Manica sinistra · Manica sinistra · Maglietta · Maglietta · Manica destra · Manica destra · Pantaloncini · Pantaloncini · Calzettoni |

## Rosa
| N. |                          | Ruolo | Calciatore            |
| -- | ------------------------ | ----- | --------------------- |
| 1  | Giappone (bandiera)      | P     | Takeshi Oe            |
| 4  | Giappone (bandiera)      | D     | Nobuyuki Otake        |
| 5  | Giappone (bandiera)      | D     | Moichi Kiguchi        |
| 6  | Giappone (bandiera)      | C     | Tadashi Karai         |
| 7  | Corea del Sud (bandiera) | A     | Choi Rae-Jin          |
| 8  | Brasile (bandiera)       | A     | João Dickson Carvalho |
| 10 | Brasile (bandiera)       | C     | Jair Masaoka          |
| 11 | Giappone (bandiera)      | A     | Mikio Kawasaki        |

| N. |                          | Ruolo | Calciatore      |
| -- | ------------------------ | ----- | --------------- |
| 13 | Giappone (bandiera)      | A     | Ichiro Shichijo |
| 16 | Giappone (bandiera)      | D     | Miichiro Umeda  |
| 19 | Giappone (bandiera)      | P     | Koji Osawa      |
| 20 | Giappone (bandiera)      | D     | Hiroshi Kishida |
| 24 | Giappone (bandiera)      | D     | Masaki Yokotani |
| 29 | Giappone (bandiera)      | C     | Ryusuke Ofuchi  |
| 30 | Corea del Sud (bandiera) | C     | Lee Gook-Soo    |
|    | Giappone (bandiera)      |       | Jiro Yoshino    |

## Statistiche

### Statistiche di squadra
| Competizione   | Punti | Totale | Totale | Totale | Totale | Totale | Totale | DR  |
| Competizione   | Punti | G      | V      | N      | P      | Gf     | Gs     | DR  |
| -------------- | ----- | ------ | ------ | ------ | ------ | ------ | ------ | --- |
| JSL Division 1 | 26    | 18     | 12     | 2      | 4      | 31     | 17     | +14 |
| JSL Cup        | -     | 1      | 0      | 0      | 1      | 0      | 2      | -2  |
| Totale         | -     | 19     | 12     | 2      | 5      | 31     | 19     | +12 |